# 圖伊河
圖伊河（西班牙語：Río Tuy），是委內瑞拉的河流。

## 概要
河道全長239公里，流域面積共6,115平方公里；發源自阿拉瓜州東北，最初的流動方向是南方；於El Consejo轉向為東方，並在此進入米蘭達州。於卡拉卡斯再度變為向南方流動，於下流處短暫的朝北方流動後；再度恢復向東流動，並注入加勒比海。
流經的地區包含名為圖伊盆地的農業地帶，河畔城鎮庫阿和圖伊河畔奧庫馬雷即位於盆地內，以及下流地區的Barlovento平野。

## 利用
在植民地時代利用圖伊河進行商船往來，現在圖伊河水系的河流多半都建築了水壩來供給卡拉卡斯的用水；然而近年來發現水壩的水位正不斷的下降，未來有完全枯竭的可能。

## 支流
- Laguneta河
- Gayas山澗
- Cagua河
- Mailana山澗
- Guare河
- Tarma河
- Ocumarito河
- Charallave山澗
- Súcuta河
- Lagartijo河
- Guaire河
- Seuce山澗
- Morocopo山澗
- Araguita山澗
- Taguaza河
- Grand河
- Macaira河
- Taguactia河
- Supo河